# Eliot Porter
Eliot Furness Porter (* 6. Dezember 1901 in Winnetka, Illinois; † 2. November 1990 in Santa Fe, New Mexico) war ein US-amerikanischer Fotograf.

## Leben
Porters Interesse an der Natur wurde bereits in jungen Jahren von seiner Familie unterstützt. Als Jugendlicher begann er in Maine mit dem Fotografieren des Inselbesitzes seiner Familie, bevor er an der Harvard-Universität Chemieingenieurwesen studierte. Im Anschluss promovierte und dozierte er dort ebenfalls im Bereich der Biochemie.
Nach seinem Abschluss Mitte der 1930er Jahre förderte Eliots Bruder, der Maler Fairfield Porter, sein Interesse an der Fotografie und machte ihn mit Ansel Adams und Alfred Stieglitz bekannt, welcher sein Talent erkannte und ihn 1939 für eine Fotoausstellung engagierte. Erstmals 1941 und wiederum 1946, als Porter beruflich in das Strahlenlabor des Massachusetts Institute of Technology gewechselt hatte, erhielt er jeweils ein Guggenheim-Stipendium für ein Fotoprojekt. 1971 wurde er zum Fellow of the American Academy of Arts and Science ernannt.
Ab 1946 lebte er in Santa Fe, wo er 1990 starb.

## Werk
Eliot Porter ist mit seiner Natur- und Landschaftsfotografie bekannt geworden. Schon als Junge begann er, sich für die Natur zu interessieren und Vögel zu fotografieren. Die Leidenschaft für Strukturen und Muster, für das Unregelmäßige und Chaotische, aber auch die fraktalen Strukturen in der Natur, setzte er bildlich um. Während seine ersten Arbeiten oft in Schwarz-Weiß gehalten waren, begann später für ihn die Farbe sehr wichtig zu werden.
Zu seinen Förderern gehörte unter anderem Beaumont Newhall, der zur Zeit des Kennenlernens 1938 bereits Leiter der Abteilung Fotografie im Museum of Modern Art war. In späteren Jahren baute der Erfinder und selbst als Fotograf bekannt gewordene H. Edgerton für Eliot Porter einen Stroboskop-Blitz, damit er Vögel in verschiedenen Flugphasen erfassen konnte.
Eliot Porter fotografierte auf Reisen auch in Island und Griechenland, auf den Galápagos-Inseln und in der Antarktis.
Die Bilder des Grand Canyon, den er über Jahrzehnte immer wieder aufsuchte, gehören zu den Klassikern der amerikanischen Landschaftsfotografie.